# Diaphus whitleyi
Diaphus whitleyi és una espècie de peix de la família dels mictòfids i de l'ordre dels mictofiformes.

## Hàbitat
És un peix marí i d'aigües profundes que viu fins als 311 m de fondària.

## Distribució geogràfica
Es troba a les Filipines.